# Pomnik Drzewa Pawiackiego
Pomnik Drzewa Pawiackiego – pomnik wykonany z brązu, znajdujący się na dziedzińcu Muzeum Więzienia Pawiak, przy ul. Dzielnej w Warszawie. Został odsłonięty 8 czerwca 2005 roku. Stanowi odwzorowanie (powtórzenie) wiązu szypułkowego, który istniał w tym samym miejscu od początków XX wieku do listopada 2004 roku. Pień kopii drzewa otaczają tabliczki upamiętniające ofiary więzienia Pawiak z okresu okupacji niemieckiej.

## Historia

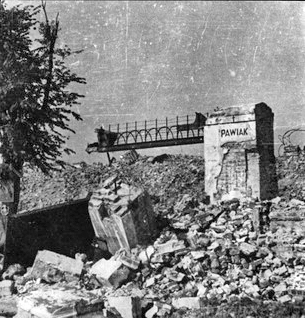
Wiąz i ocalały po wysadzeniu kompleksu więzienia w sierpniu 1944 fragment bramy

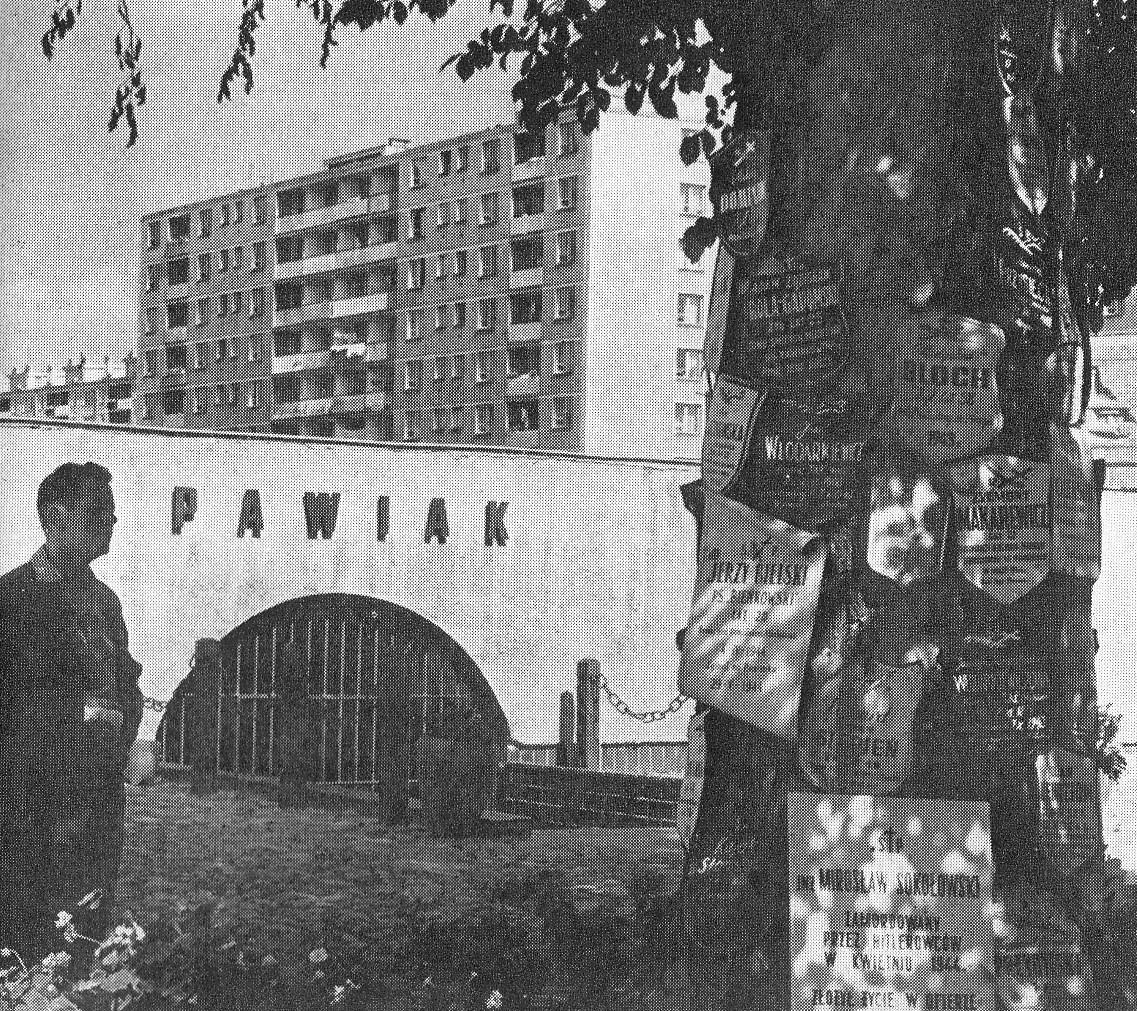
Drzewo w latach 70. XX wieku

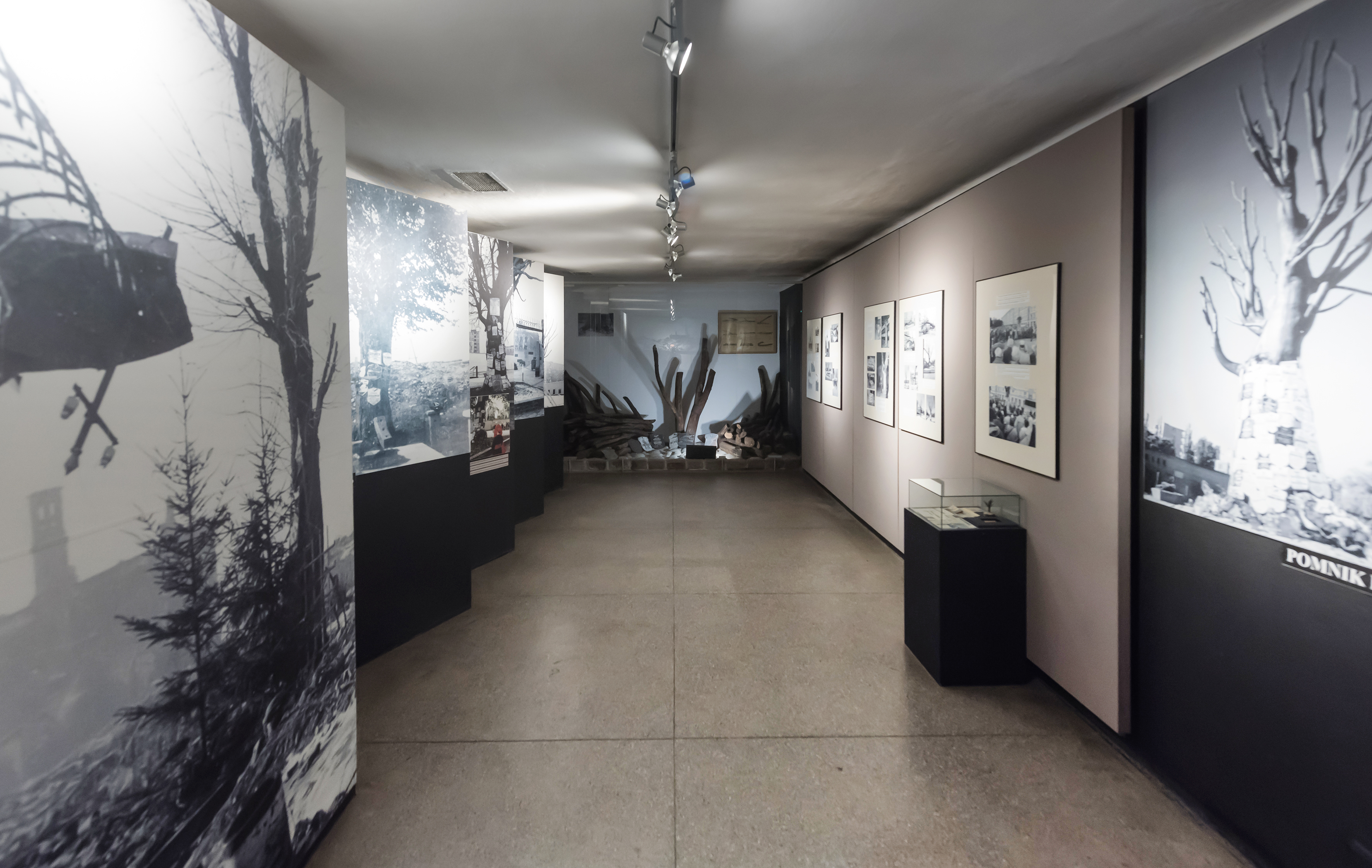
Fragment ekspozycji w Muzeum Więzienia Pawiak poświęcony historii drzewa

Wiąz limak rósł na dziedzińcu więzienia Pawiak (obok bramy wjazdowej) od początków XX wieku. W czasie II wojny światowej Pawiak zamieniono na więzienie śledcze gestapo, w jego murach przetrzymywano i torturowano ok. 100 tys. Polaków, z których ponad 37 tys. straciło wówczas życie. Rosnące na dziedzińcu drzewo było dla więźniów jednym z nielicznych symboli niosących wiarę i nadzieję na lepsze jutro. Wspomnienia z nim związane pojawiają się w wielu relacjach i listach więźniów z tego okresu.
Wiąz, obok fragmentu bramy, był jedynym reliktem ocalałym z wysadzania budynków więzienia przez Niemców w czasie powstania warszawskiego, 21 sierpnia 1944 roku. Już na początku 1945 roku na drzewie pojawiły się pierwsze nekrologi z nazwiskami ofiar, przytwierdzane przez rodziny pomordowanych, lub ogłoszenia o poszukiwaniu zaginionych osób. Z czasem cały pień został pokryty tabliczkami, stając się jednym z symboli męczeństwa narodowego i martyrologii Warszawy.
W 1965 roku otwarto Muzeum Więzienia Pawiak, a wiąz stał się jego integralną częścią. Był on celem pielgrzymek, m.in. 18 czerwca 1983 roku, przy okazji swej pielgrzymki do Polski, modlił się przy nim papież Jan Paweł II. Choroba wiązu, tzw. grafioza, a także gwoździe wbijane w pień do przytwierdzania tabliczek stały się przyczyną pogorszenia stanu zdrowotnego drzewa aż do jego całkowitego obumarcia w 1984 roku.
Ze względu na wyjątkową wartość historyczną, obumarłe drzewo starano się za wszelką cenę zachować. W latach 1992–1993 wykonano szereg zabiegów konserwatorskich, m.in. nasączono je płynami impregnacyjnymi, korzenie wzmocniono żelbetową konstrukcją i dokonano cięcia kosmetycznego drobnych gałęzi. Wykonano również metalową obręcz, do której przymocowano tabliczki. Mimo tych zabiegów, pod koniec 2002 roku drzewo zaczęło się niebezpiecznie przechylać, grożąc wywrotem. Aby temu zapobiec, wzmocniono je dodatkowo podporami.
Na początku 2004 roku, na podstawie trzech ekspertyz, uznano, że trwałe zabezpieczenie narażonego na czynniki atmosferyczne drewna nie jest możliwe. Postanowiono ściąć drzewo i zastąpić je kopią-pomnikiem, wykonanym z brązu. Dzięki staraniom stołecznej konserwator zabytków Ewy Nekandy-Trepki Rada m.st. Warszawy wyasygnowała na ten cel 280 tys. zł. Ze względu na nietypowy charakter prac, wykonanie pomnika postanowiono zamówić z wolnej ręki. Wybór poprzedziły spotkania dyrekcji Muzeum Więzienia Pawiak z potencjalnymi wykonawcami. Ostatecznie zadanie stworzenia odlewu otrzymały Gliwickie Zakłady Urządzeń Technicznych.
Drzewo zostało ścięte w ciągu dwóch dni, 24 i 25 listopada 2004 roku. Po ścięciu na przekroju pnia naliczono 80 słoi, dzięki czemu określono wiek drzewa w chwili jego obumarcia w 1984 roku na około 80 lat. Drzewo pocięto następnie na kawałki i przewieziono do Gliwic, w celu wykonania kopii. Łącznie 74 fragmenty posłużyły jako modele, na podstawie których wykonano formy odlewnicze i odlano części przyszłego pomnika. Części te następnie połączono poprzez spawanie. Powierzchnia pomnika została obrobiona i oczyszczona, a następnie spatynowana. Drzewo odwzorowano bardzo dokładnie, w skali 1:1, z uwzględnieniem wszystkich detali, w tym pęknięć, sęków, śladów po gwoździach i owadach drążących korę. Łączna waga odlewu wyniosła 4,5 tony. 
Przed transportem gotowego odlewu do Warszawy, 29 kwietnia 2005 roku zorganizowano w hali Starej Odlewni gliwickich zakładów uroczystość pożegnalną, w której udział wzięli pracownicy zakładów, przedstawiciele władz wojewódzkich i zaproszeni goście z Warszawy. Ceremonię uświetnił koncert Orkiestry Akademii Beethovenowskiej z Krakowa i recytacja wierszy Karola Wojtyły przez Jerzego Kuczerę.
W celu transportu konieczne okazało się odpiłowanie trzech gałęzi, gdyż drzewo po umiejscowieniu na lawecie przekraczało dopuszczalną wysokość (gałęzie te dospawano z powrotem po dostarczeniu pomnika na miejsce). Obiekt dotarł do Warszawy wczesnym rankiem 8 maja 2005 roku i został osadzony na betonowym fundamencie, dokładnie w miejscu, w którym dawniej rosło drzewo. Akcja wzbudziła duże zainteresowanie mediów i mieszkańców stolicy. Pomnik po osadzeniu nie był jeszcze w pełni gotowy, m.in. należało przywrócić zdjęte z pnia drzewa tabliczki (w tym celu wykonano specjalną kratownicę, na której zostały ponownie zawieszone). W międzyczasie tabliczki (140 sztuk) zostały odrestaurowane (większość tych prac wykonano bezpłatnie w pracowni Sławomira Szubko, krewnego dwóch ofiar Pawiaka).
Uroczystego odsłonięcia pomnika dokonano 8 czerwca 2005 roku. Podczas ceremonii przemówienia wygłosili m.in. prezydent Warszawy Lech Kaczyński i marszałek województwa mazowieckiego Adam Struzik. Uroczystość zgromadziła byłych więźniów i ich rodziny, przedstawicieli środowisk kombatanckich, samorządowców oraz mieszkańców stolicy, obecna była także delegacja z Gliwic.
W Muzeum Więzienia Pawiak, w dawnej sali kinowej, utworzono stałą ekspozycję poświęconą wyłącznie historii drzewa. Są tam prezentowane archiwalne fotografie wiązu, fragmenty konarów drzewa, zakonserwowane i umieszczone w gablocie, czy oryginalne tabliczki.